# Fan and Mortar Geysers
De Fan and Mortar Geysers zijn twee geisers in het Upper Geyser Basin dat onderdeel uitmaakt van het Nationaal Park Yellowstone in de Verenigde Staten. De geisers komen altijd gezamenlijk tot eruptie. Tot 1925 was dit echter nog niet zo, maar waarschijnlijk is er rond die periode in de ondergrond een verbinding ontstaan tussen beide geisers.
Fan Geyser kreeg zijn naam tijdens de Washburn–Langford–Doane expeditie in 1870. Mortar Geyser kreeg in 1883 haar naam van de fotograaf Frank Jay Haynes, die de erupties vergeleek met een mortier.